# Tagoulla
La tagoulla est un plat traditionnel amazighe du sud du Maroc, et plus particulièrement du Souss. Elle est aussi connu sous le nom de tarwayt. La tagoulla est une purée à base de semoule d'orge ou de maïs suivant les régions. En fonction des régions, elle est consommée avec de l'huile d'olive, de l'huile d'argan, du beurre fondu, de l'amlou ou du caillé de fromage blanc. Durant les fêtes, elle peut être décorée de dattes, amandes, noix et autres.

## Tradition
Selon la tradition, la tagoulla est symbole de santé, de longue vie et de prospérité.
Durant Idh Yennayer, le nouvel an amazighe, la tagoulla est décorée, ornées de dattes et d'amandes. La tradition veut qu'un noyau de datte, appelé Amnnaz (signifiant chanceux) soit dissimulé dans le plat. La personne qui la trouve est considéré comme « le bienheureux de l'année qui commence ».